# Festival de Cinema de Doha Tribeca
O Festival de Cinema de Doha Tribeca (DTFF) foi um festival anual de cinco dias que foi organizado de 2009 a 2012 para promover filmes árabes e internacionais e desenvolver uma indústria cinematográfica sustentável no Catar. Um dos maiores eventos de entretenimento do Catar, atraiu mais de 50.000 convidados em 2010.
Os festivais foram organizados pelo Instituto de Cinema de Doha (DFI), fundado pela Sheikha Al-Mayassa bint Hamad bin Khalifa Al-Thani, que implementa, consolida e supervisiona iniciativas de filmes no Catar. O Festival foi lançado em 2009 por meio de uma parceria cultural entre o DFI e a Tribeca Enterprises.